# آکادمی ملی علم‌های تاجیکستان
آکادمی ملی علم‌های جمهوری تاجیکستان (تاجیکی: Академияи илмҳои Ҷумҳурии Тоҷикистон) مؤسسه عالی علمی جمهوری تاجیکستان می‌باشد که در شهر دوشنبه واقع شده‌است. این آکادمی شامل ۲۰ مؤسسه تحقیقاتی و سه مرکز اقماری در پامیر در شرق کشور (با ۲ مؤسسه)، مرکز علمی خجند در شمال و مرکز علمی ختلان در جنوب غربی کشور است. این آکادمی در سه بخش سازمان یافته‌است: علوم ریاضی‌فیزیک، شیمی و زمین‌شناسی. علوم زیستی و پزشکی و همچنین علوم انسانی و اجتماعی. رئیس کنونی آکادمی، فرهاد رحیمی است. این مؤسسه در سال ۱۹۵۱ تأسیس شد. نحوه نمره دهی در امتحانات آکادمی علم های جمهوری تاجیکستان از 1 تا 5 است . یعنی مانند ایران نمره دهی از 1 تا 20 نیست.لذا دانشجویان انتقالی از خارج به داخل مدتی دچار مشکل می شوند.چرا که دانشگاههای ایران با این سبک از نمره دهی آشنا نیستند. نمره 5 به معنای عالی نمره 4 به معنای خوب نمره 3 به معنای قابل قبول،نمره 2 و 1 به معنای غیر قابل قبول است.
رتبه علمی تاجیکستان در منطقه 25 ام و رتبه او در جهان 163ام است.